# Rada Ministrów NRD

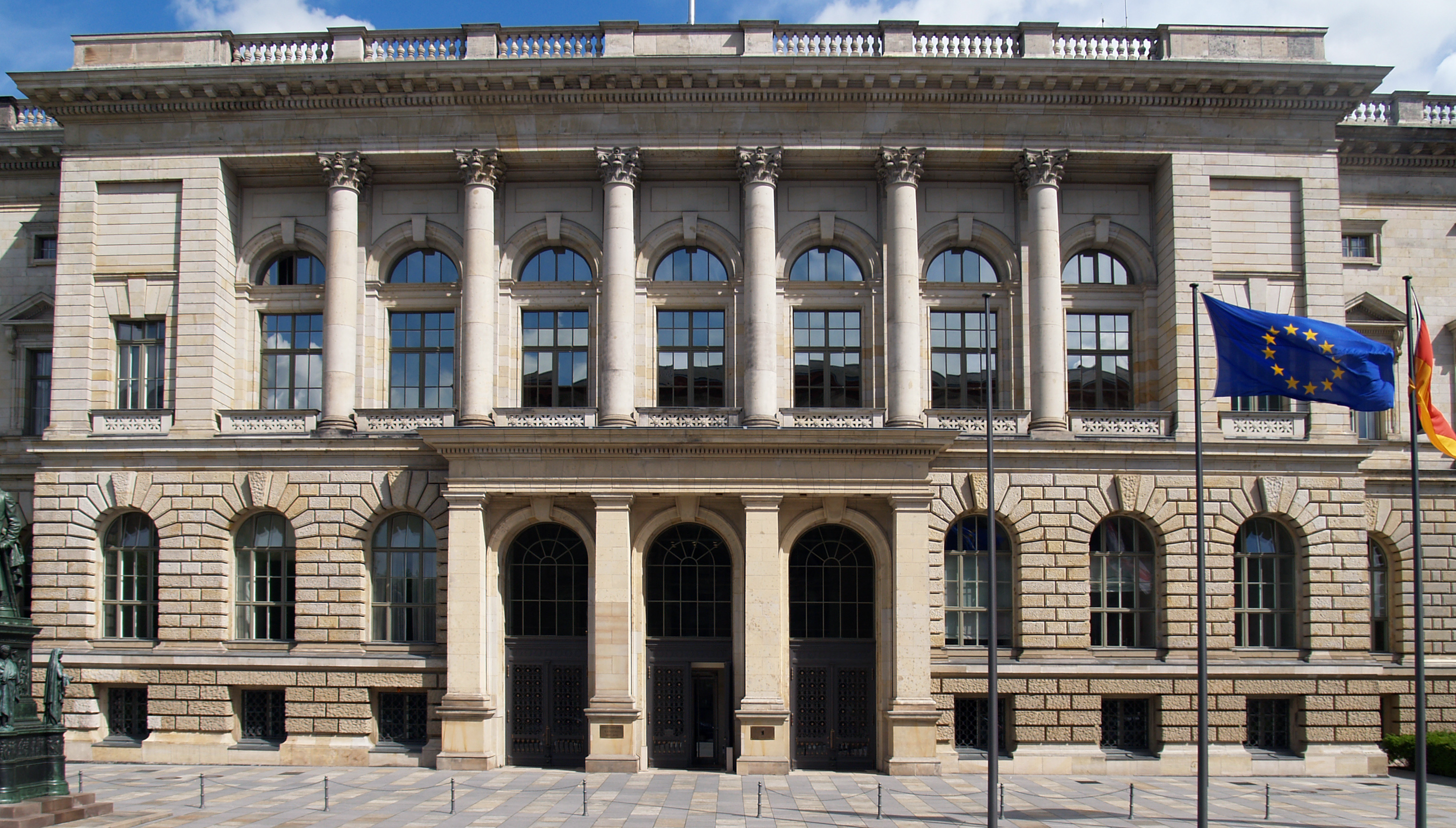
Pierwsza siedziba Rady Ministrów NRD w budynku b. Pruskiego Landtagu (1949-1955)

Rada Ministrów NRD (Ministerrat der Deutschen Demokratischen Republik) – od listopada 1950 nazwa rządu NRD. Była utworzona przez SED na mocy konstytucji jako najwyższy organ zarządzania państwem. W 1950 składała się z 18 członków, zaś w 1989 z 39 kierowników poszczególnych resortów.

## Siedziba
- Pierwsza siedziba Rady Ministrów NRD mieściła się w obiekcie b. Pruskiego Landtagu (Preußischer Landtag) z 1898 przy Leipziger Straße i Niederkirchnerstraße (1949-1955). Landtag zajmował obiekt do 1933, do 1918 również tzw. Pruskie Ministerstwo Państwa (Preußisches Staatsministerium)[1]. W 1933 ulokowany był w nim Trybunał Ludowy (Volksgerichtshof), przemianowany został na Dom Pruski (Preußenhaus), później będący w gestii Ministerstwa Lotnictwa Rzeszy (Reichsluftfahrtministerium) na Dom Lotnika (Haus der Flieger); po II wojnie światowej kolejno – część Niemieckiej Komisji Gospodarczej (Deutsche Wirtschaftskommission) (1947-1949), Rada Ministrów NRD, Komisja Planowania (Staatliche Plankommission) (1961-). Od 1993 budynek zajmuje Landtag Berlina.
- Następnie siedzibę Rady Ministrów NRD przeniesiono do budynku b. Starego Ratusza (Altes Stadthaus) z 1911 przy Klosterstraße 47 (1955-1990).